# 大浪滩干盐湖
大浪滩干盐湖位于中国青海省西北部海西蒙古族藏族自治州境内，地处阿尔金山脉南麓，柴达木盆地西缘。由若干个小盐湖组成。地面海拔2690～2700米，长44公里，宽6～15公里，面积约500平方公里。湖区气候极度干旱，年均气温2～4℃，年降水量25～50毫米。干盐湖内富含氯化钾和石盐沉积。